# Línea 10 (EMT Valencia)
La línea 10  Benimaclet- Sant Marcel·lí de la EMT de Valencia une el barrio de San Marcelino con el barrio de Benimaclet.

## Recorrido
Dirección Benimaclet: Doctor Tomás Sala, Carteros,Uruguay, Albacete, San Vicente Mártir, Periodista Azzati, Plaza del Ayuntamiento, Pintor Sorolla, Palacio de Justicia, Avenida Navarro Reverter, Plaza América, Avenida Aragón, Gasco Oliag, Primado Reig, Tirig, Jaime Esteve Cubells,Mistral y Lliri Blau.
Dirección Sant Marcel·lí: Lliri Blau, Germans Villalonga, Primado Reig, Aragón, Sorni, Conde de Salvatierra, Colón, Ayuntamiento, M. de Sotelo, Jesus, Uruguai, Carteros, Dr. Tomas Sala, San Domenech de Guzman, Camí vell de Picassent, Pio IX, Avenida Doctor Tomás Sala.

## Historia
Fue creada el 23 de julio de 1990. En sus inicios, por obras en Benimaclet tuvo itinerario provisional por el barrio. También iba por la calle Sorní al principio por obras del metro. Entraba hacia San Marcelino por la Carretera Escrivá, pero la dificultad del paso motivó un posterior desvío hacia la calle Uruguay por la Plaza de Jesús. El 9 de mayo de 2001, se amplió su itinerario hasta el cementerio, por lo que la línea cambió de nombre. Después, a primeros de 2003, el 13 de enero, amplió el recorrido hasta el tanatorio y todo el barrio de San Marcelino, por lo que el 1 de abril de 2004, a petición de los vecinos, la línea recuperó su nombre inicial. 
Fue en 1990, con la entrada en servicio de esta línea, que la EMT estrenó un nuevo modelo de paradas, de planchas metálicas rojas y blancas, para renovar los postes, que luego se extendió a las demás líneas. Al cambiar el tráfico por el Barrio Previsora, en 2003 modifica su itinerario por Calvo Acacio-Gaspar Aguilar en dirección centro. Al finalizar las obras del aparcamiento subterráneo de la zona, en marzo de 2008 modifica su paso al lado de la Estación de Jesús, entrando por calle Carcaixent, saliendo por Uruguay. El 19 de noviembre de 2008 elimina su recorrido por Calvo Acacio-Gaspar Aguilar, para buscar Uruguay por la calle Gabriel y Galán. En noviembre de 2008 recibe el certificado de la norma de calidad AENOR UNE EN 13816.
El 4 de mayo del 2020 debido a la tercera remodelación de la red "La Xarxa del futur", deja de pasar por la Plaza del Ayuntamiento en dirección San Marcelino, y en su lugar desde la Plaza los Pinazo circula por la Calle Colón, Xàtiva hasta la calle Jesús. Por otro lado desde la plaza América reemplaza la calle Sorní por Navarro Reverter hacia Colón.

## Otros datos
| Líneas de autobuses que prestan servicio en Valencia |               |                  |
| Línea anterior:                                      | Línea actual: | Línea siguiente: |
| 9 Línea 9                                            | 10 Línea 10   | 11 Línea 11      |